# Leendert van Dis
Leendert Frans van Dis, nizozemski veslač, * 20. avgust 1944, Amsterdam.
van Dis je s partnerjem Henricusom Droogom na Poletnih olimpijskih igrah 1968 v Mexico Cityju v dvojnem dvojcu osvojil srebrno medaljo. 